# Odderbanen

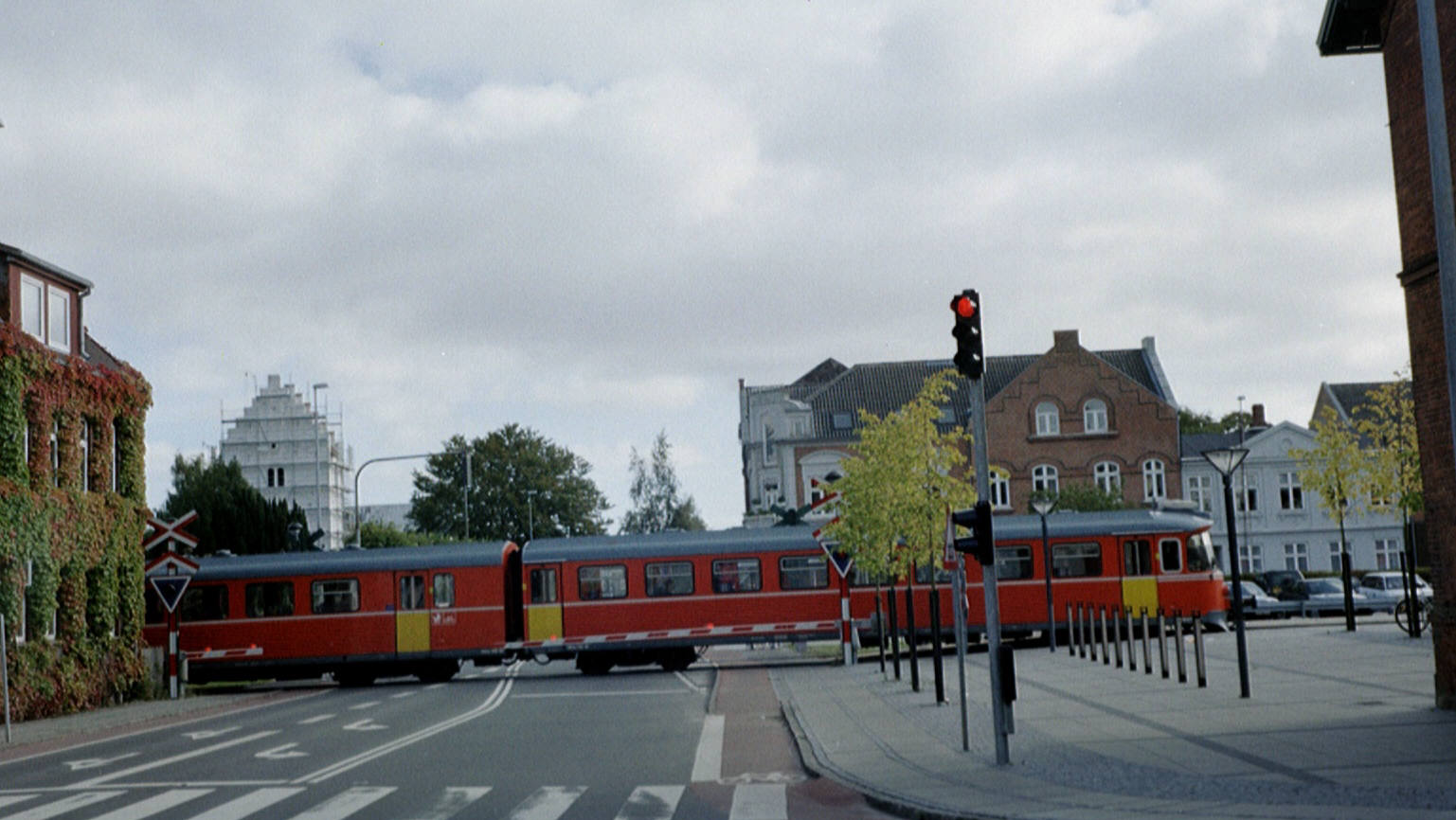
Y-tog i Odder 2003.

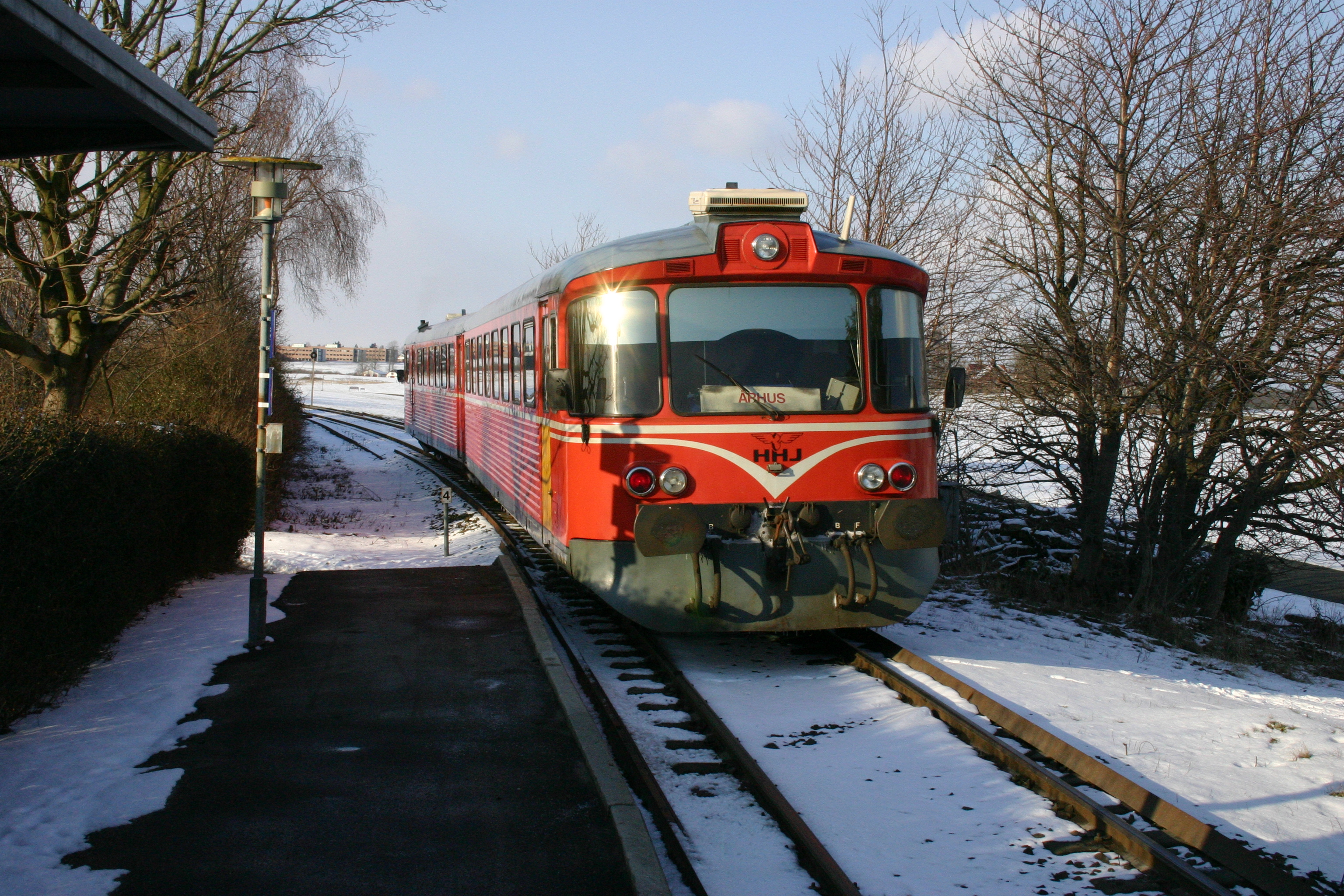
Y-tog vid den nu nedlagda Gunnestrup station nära Tranbjerg 2006.

Odderbanen är en tidigare järnväg som numera är en del av snabbspårvägen Aarhus Letbane som går Odder–Århus–Grenå i Region Midtjylland på Jylland i Danmark.

## Historik
Banan invigdes 1884 som privatbana ända till Hov, tio kilometer bortom Odder. Trafiken på sträckan Odder-Hov lades ned 1977. Några hållplatser mellan Århus och Odder lades ned 2006–2008. Tågtyp fram till 2012 var Y-tog, även kallade Lynette. Nya Desiro-tåg började gå i gemensam trafik på Odderbanen och Grenåbanen från 9 december 2012, vilket kallades Aarhus Nærbane. Banan var stängd 2016–2018 för ombyggnad till snabbspårväg.

## Aarhus Letbane
I augusti 2018 blev banan elektrifierad och öppnad för trafik med snabbspårvagnar av typen Variobahn.